# National People’s Party (Indien)

Das offizielle Wahlsymbol der NPP, ein Buch

Die National People’s Party (NPP, „Nationale Volkspartei“) ist eine 2012 gegründete Partei in Indien. Sie hat ihren Schwerpunkt im Bundesstaat Meghalaya.

## Parteigeschichte

Die 543 Wahlkreise für die Lok Sabha:

Die Partei wurde 2012 von Purno Agitok Sangma, einem langjährigen Politiker aus Meghalaya gegründet. Sangma hatte seine politische Karriere in der Kongresspartei begonnen und war von 1988 bis 1990 Chief Minister von Meghalaya und Minister in mehreren indischen Bundesregierungen. 1999 schloss er sich den Dissidenten um Sharad Pawar an, die gegen Sonia Gandhi als neue Parteiführerin opponierten und gehörte mit zu den Gründern der Nationalist Congress Party (NCP). 2012 kam es zum offenen Bruch zwischen Sangma und der NCP-Parteiführung unter Sharad Pawar. Anlass war die Präsidentschaftswahl im Juli 2012. Die oppositionelle Bharatiya Janata Party (BJP) hatte versucht, eine Parteienkoalition für einen gemeinsamen Kandidaten zusammenzubringen, um die Wahl des Kandidaten der Kongresspartei Pranab Mukherjee zu verhindern. Dabei wurde Sangma als BJP-Kandidat vorgeschlagen. Dieser zeigte sich gegenüber einer Kandidatur nicht abgeneigt. Die NCP-Parteiführung war jedoch strikt dagegen und unterstützte letztlich bei der Wahl Mukherjee. Sangma trat daraufhin im Juni 2012 aus der NCP aus und wurde Präsidentschaftskandidat der BJP und einiger anderer mit dieser verbündeten Parteien. Die Präsidentschaftswahl im Folgemonat ging allerdings für ihn verloren.
Sangma gründete daraufhin am 23. August 2012 in Meghalaya eine eigene Partei, die National People’s Party (NPP). Am Folgetag schlossen sich alle 12 NCP-Abgeordneten im Regionalparlament von Meghalaya der neuen Partei an. Sangma verkündete, dass die neue Partei zwar für alle offen sei, aber schwerpunktmäßig die Interessen der Stammesbevölkerungen in ganz Indien vertreten wolle („NPP will be tribal-centric but will be open to all“). Die Partei wolle die 46 Wahlkreise, die für Scheduled Tribes, d. h. „Stammesbevölkerungen“ im indischen Parlament reserviert sind, sowie einige weitere, die von Adivasi dominiert seien, gewinnen. Am 5. Januar 2013 gab Sangma die Ausdehnung der NPP-Aktivitäten auf ganz Indien bekannt. Die NPP solle eine nationale und keine regionale Partei sein. Zugleich trat die NPP der BJP-geführten Parteienallianz National Democratic Alliance (NDA) bei.
Bei der Wahl zum Parlament von Meghalaya 2013 erlebte die neue Partei eine Enttäuschung und gewann nur 8,8 % der Stimmen und 2 von 60 Wahlkreisen. Bei der Parlamentswahl in Indien 2014 gewann die NPP einen Wahlkreis, 2-Tura in Meghalaya, in dem Sangma gewählt wurde.
Vom 12. Juni bis 1. Juli 2015 suspendierte die Indische Wahlkommission die Anerkennung der NPP als politische Partei, da diese es versäumt hatte, die erforderlichen Angaben zu ihren Wahlkampfaufwendungen zu machen.
Der Parteiführer und einzige Lok Sabha-Abgeordnete der Partei, Purno Agitok Sangma verstarb am 4. März 2016 relativ überraschend. Sein Sohn Conrad Sangma übernahm danach den Parteivorsitz der NPP und konnte auch den von seinem Vater besetzten Wahlkreis 2-Tura in einer Nachwahl am 19. Mai 2016 gewinnen. Bei der Parlamentswahl in Meghalaya am 27. Februar 2018 gewann die NPP 19 von 59 Mandaten, was einen erheblichen Wahlerfolg bedeutete (Hinzugewinn von +17 Mandaten). Am 6. März 2018 wurde der Parteivorsitzende Conrad Sangma an der Spitze einer Multiparteienkoalition als neuer Chief Minister von Meghalaya vereidigt.
Am 7. Juni 2019 wurde die NPP aufgrund ihrer bisherigen Wahlergebnisse durch die Indische Wahlkommission als „nationale Partei“ anerkannt.